# Ceratobasidium obscurum
Ceratobasidium obscurum är en svampart som beskrevs av D.P. Rogers 1935. Ceratobasidium obscurum ingår i släktet Ceratobasidium och familjen Ceratobasidiaceae.   Inga underarter finns listade i Catalogue of Life.